# Cloridopsis bengalensis
Cloridopsis bengalensis is een bidsprinkhaankreeftensoort uit de familie van de Squillidae. De wetenschappelijke naam van de soort is voor het eerst geldig gepubliceerd in 1952 door Tiwari & Biswas.